# Gabriel Ho-Garcia
Pour les articles homonymes, voir Ho-Garcia.
Gabriel Ho-Garcia est un joueur de hockey sur gazon canadien évoluant au poste de défenseur / milieu de terrain au West Vancouver FHC et avec l'équipe nationale canadienne.

## Biographie
Gabriel Ho-Garcia est né le 19 mai 1993 à Burnaby dans la province de Colombie-Britannique.

## Carrière
Il a été appelé en équipe nationale première en 2016 pour concourir aux Jeux olympiques d'été à Rio de Janeiro, au Brésil.

## Palmarès
- : 2e aux Jeux panaméricains en 2015